# Tischtennis-Europameisterschaft 1990
Die 17. Tischtennis-Europameisterschaft fand vom 8. bis 16. April 1990 in Göteborg (Schweden) statt. Spielort war die Multifunktionshalle Scandinavium.
Bei den Herren gewann Schweden den Mannschaftswettbewerb, Mikael Appelgren verteidigte seinen Titel im Einzel, den er 1982 zum ersten Mal gewonnen hatte. Auch Ungarn holte zwei Titel, nämlich mit dem Damenteam und dem Damendoppel und Titelverteidiger Csilla Bátorfi/Gabriella Wirth. Europameisterin im Einzel wurde die Bulgarin Daniela Gergeltschewa, das Herrendoppel ging an die Jugoslawen Ilija Lupulesku/Zoran Primorac. Im Mixed siegte die französische Paarung Jean-Philippe Gatien/Wang Xiaoming.
Erstmals seit 1972 nahm die DDR wieder an einer Europameisterschaft teil. Die Herrenmannschaft der Bundesrepublik wurde Zweiter, ebenso das Doppel Jörg Roßkopf/Steffen Fetzner. Roßkopf erreichte im Einzel erneut das Halbfinale.

## Austragungsmodus Mannschaften
Es traten 30 Herren- und 28 Damenteams an.
Es wurde nach dem gleichen Modus wie bei der vorherigen EM 1988 gespielt. Da diesmal sehr viele Herren-Mannschaften teilnahmen, spielten diese in drei (statt zwei) Leistungskategorien, Kategorie 1 sowie die niedrigeren Kategorie 2 und 3, wobei die Kategorieneinteilung unter Berücksichtigung der Auf- und Absteiger der vorherigen Europameisterschaft 1986 zugrunde gelegt wurde. In jeder der höheren beiden Kategorien spielten jeweils zwei Gruppen mit mindestens sechs Teams im Modus Jeder gegen Jeden. Die beiden Tabellenersten und -zweiten aus Kategorie 1 spielten um die Plätze 1 bis 4, die Dritten und Vierten um die Plätze 5 bis 8 sowie die Fünften und Sechsten um die Plätze 9 bis 12. Analog spielten die beiden Tabellenersten und -zweiten aus Kategorie 2 um die Plätze 13 bis 16 usw.
In den Platzierungsspielen um Rang 1 bis 4 spielte der Erste aus Gruppe A gegen den Zweiten aus Gruppe B. Die Sieger kämpften um die Europameisterschaft, die Verlierer um Platz 3 und 4. Analog wurden die weiteren Plätze ausgespielt. Ein Mannschaftskampf wurde nach dem Swaythling-Cup-System für Dreiermannschaften ausgetragen.
Die beiden Ersten der Kategorie 2 kämpfen um die Plätze 13 bis 16. Platz 13 und 14 berechtigen zum Aufstieg in die höhere Kategorie 1 bei der nächsten Europameisterschaft. Analog ermitteln die die Vorletzten und Letzten aus Kategorie 1 den Absteiger: Sie spielen die Plätze 9 bis 12 aus, wobei der Elfte und Zwölfte bei der nächsten EM in Kategorie 2 spielen muss.
Ein ähnliches System mit zwei Kategorien war für die Damen vorgesehen, die jeweils aus Zweiermannschaften bestand und nach dem Swaythling-Cup-System spielten, also mit vier Einzeln und einem Doppel.
|       | Kategorie 1 | Kategorie 1 | Kategorie 2 | Kategorie 2 | Kategorie 3  |
| Platz | Gruppe A    | Gruppe B    | Gruppe A    | Gruppe B    |              |
| ----- | ----------- | ----------- | ----------- | ----------- | ------------ |
| 1.    | Deutschland | Schweden    | Belgien     | Italien     | Luxemburg    |
| 2.    | England     | Jugoslawien | Dänemark    | Türkei      | DDR          |
| 3.    | UdSSR       | Frankreich  | Finnland    | Rumänien    | Griechenland |
| 4.    | Niederlande | Ungarn      | Spanien     | Norwegen    | Portugal     |
| 5.    | Polen       | ČSSR        | Schweiz     | Irland      | Isle of Man  |
| 6.    | Bulgarien   | Österreich  | Wales       | Schottland  | Malta        |

|       | Kategorie 1 | Kategorie 1 | Kategorie 2 | Kategorie 2  |
| Platz | Gruppe A    | Gruppe B    | Gruppe A    | Gruppe B     |
| ----- | ----------- | ----------- | ----------- | ------------ |
| 1.    | Ungarn      | ČSSR        | Bulgarien   | Belgien      |
| 2.    | Niederlande | Jugoslawien | Österreich  | Dänemark     |
| 3.    | Frankreich  | Deutschland | Luxemburg   | Griechenland |
| 4.    | UdSSR       | Rumänien    | Finnland    | Spanien      |
| 5.    | Schweden    | England     | Norwegen    | Schweiz      |
| 6.    | Polen       | Italien     | DDR         | Türkei       |
| 7.    |             |             | Wales       | Isle of Man  |
| 8.    |             |             | Schottland  | Malta        |

1. 1 2  Malta ist nicht angetreten

Aufstieg
1. 1 2 3 4 5 6  Aufsteiger

Abstieg
1. 1 2 3 4 5 6  Absteiger

|                  | Herren                                       | Herren  | Damen                                   | Damen   |
| ---------------- | -------------------------------------------- | ------- | --------------------------------------- | ------- |
| Halbfinale       | Deutschland - Jugoslawien Schweden - England | 5:0 5:1 | Ungarn - Jugoslawien ČSSR - Niederlande | 3:1 3:0 |
| Endspiel         | Schweden - Deutschland                       | 5:2     | Ungarn - ČSSR                           | 3:0     |
| Spiel um Platz 3 | England - Jugoslawien                        | 5:1     | Jugoslawien - Niederlande               | 3:1     |

## Abschneiden der Deutschen
Cheftrainerin war Eva Jeler. Der Jugoslawe Zlatko Čordaš betreute die Herren, Istvan Korpa trainierte die Damen.
Die DDR wurde trainiert von Günter Spott, zudem stand Christer Johansson als Trainer zur Verfügung.

### Herrenmannschaft Bundesrepublik Deutschland
Die deutsche Mannschaft blieb in der 1. Kategorie in Gruppe A ohne Niederlage. Sie besiegte Bulgarien, die UdSSR, die Niederlande, England und Polen. In der Zwischenrunde um die Plätze 1 bis 4 gewann sie gegen Jugoslawien mit 5:0, das Endspiel gegen Schweden ging mit 2:5 verloren. Somit gewann das deutsche Team Silber.
Bester deutscher Spieler war Georg Böhm, der bis zum Erreichen des Endspiels ebenso wie Jörg Roßkopf nur ein Spiel verlor.

### Herrenmannschaft DDR
Das DDR-Team wurde in der untersten Kategorie 3 eingereiht. Den Siegen über Griechenland, Portugal, Malta (kampflos) und Isle of Man stand lediglich die 1:5-Niederlage gegen Luxemburg gegenüber. Der zweite Platz berechtigte zum Aufstieg in Kategorie 2 für die EM 1992, stellte jedoch im Nachhinein wegen der Wiedervereinigung als bedeutungslos heraus.

### Damenmannschaft Bundesrepublik Deutschland
Die deutschen Damen waren in die Gruppe B der 1. Kategorie eingeteilt und erreichten Platz drei. Sie gewannen gegen Rumänien, England und Italien, verloren aber gegen die ČSSR und Jugoslawien. Somit wurden sie Dritter und spielten um die Plätze 5 bis 8. Hier verloren sie sowohl gegen die UdSSR und gegen Frankreich jeweils mit 1:3 und landeten so auf Platz 8.

### Damenmannschaft DDR
Die DDR-Damen kamen Kategorie 2 Gruppe B nach Siegen über Schottland (3:2) und Wales (3:0) sowie 0:3 Niederlagen gegen Bulgarien, Finnland, Norwegen, Österreich und Luxemburg auf Platz 6.

### Herreneinzel Bundesrepublik Deutschland
- Jörg Roßkopf: kampflos, dann Sieg gegen Frank Boute (Niederlande), Petr Javurek (ČSSR), Ilija Lupulesku (Jugoslawien), Wang Yansheng (Norwegen),  Niederlage im Halbfinale gegen Mikael Appelgren (Schweden)
- Georg Böhm: kampflos, dann Sieg gegen Trinko Keen, Tomas Janci (ČSSR), Niederlage im Achtelfinale gegen Jan-Ove Waldner (Schweden)
- Peter Franz: Sieg gegen Max Holland (Isle of Man), Carl Prean (England), Zsolt Kriston (Ungarn), Niederlage im Achtelfinale gegen Paul Haldan (Niederlande)
- Steffen Fetzner: Sieg gegen Zoltán Bátorfi (Ungarn), Niederlage gegen Dietmar Palmi (Österreich)
- Torben Wosik: Sieg gegen Ismael Caymel (Spanien), Niederlage gegen Mikael Appelgren (Schweden)
- Jürgen Rebel: Niederlage gegen Wang Yansheng (Norwegen)

### Herreneinzel DDR
- Uwe Lindenlaub: Niederlage gegen Tomas Janci (ČSSR)
- Andreas Mühlfeld: Niederlage gegen Jan Bergersen (Norwegen)
- Matthias Haustein: in der Qualifikation Sieg gegen Martin Singer (Schweiz), Niederlage gegen Luca Ricci (Italien)
- Bernd Buschmann: Niederlage gegen Mateo Cibantos (Spanien)

### Dameneinzel Bundesrepublik Deutschland
- Olga Nemes: Freilos, dann Sieg gegen Janet Smith (Schottland), Alessia Arisi (Italien), Niederlage im Achtelfinale gegen Gerdie Keen (Niederlande)
- Katja Nolten: Freilos, dann Sieg gegen Peggy Regenwetter (Luxemburg), Jasna Fazlić (Jugoslawien), Niederlage im Achtelfinale gegen Tu Dai Yong (Schweiz)
- Nicole Struse: Freilos, dann Sieg gegen Anna Januszyk (Polen), Niederlage gegen Wang Xiaoming (Frankreich)
- Elke Schall: Niederlage gegen Susanne Wenzel (Luxemburg/Deutschland)[1]
- Susanne Wenzel (Luxemburg/Deutschland)[1]: Sieg gegen Elke Schall (Deutschland), Niederlage gegen Daniela Gergeltschewa (Bulgarien)

### Dameneinzel DDR
- Conny Reichert: Niederlage gegen Elke Billen (Belgien)
- Janine Dietrich: Niederlage gegen Krisztina Nagy (Ungarn)
- Anke Heinig: Niederlage gegen Johanna Kaimio (Finnland)

### Herrendoppel Bundesrepublik Deutschland
- Jörg Roßkopf/Steffen Fetzner: Freilos, dann Sieg gegen Mika Pyykkö/Pasi Valasti (Finnland), Tomas Janci/Petr Javurek (ČSSR), Dietmar Palmi/Evgueni Shetinin (Österreich/UdSSR), Peter Karlsson/Thomas von Scheele (Schweden), Niederlage im Endspiel gegen Ilija Lupulesku/Zoran Primorac (Jugoslawien)
- Georg Böhm/Peter Franz: Sieg gegen Gennaro di Napoli/Luca Ricci (Italien), Niederlage gegen Roberto Cesares/Jose Maria Pales Pon (Spanien)
- Jürgen Rebel/Torben Wosik: Niederlage gegen Călin Creangă/Vasile Florea (Griechenland/Rumänien)

### Herrendoppel DDR
- Bernd Buschmann/Matthias Haustein: Freilos, Sieg gegen Gevont Hanegian/George Hatzis (Griechenland), Niederlage gegen Mika Pyykkö/Pasi Valasti (Finnland)
- Uwe Lindenlaub/Andreas Mühlfeld: Sieg gegen Barry Callister/Brian Wright (Isle of Man/Schottland)

### Damendoppel Bundesrepublik Deutschland
- Olga Nemes/Katja Nolten: Freilos, Sieg gegen Helene Gustafsson/Åsa Svensson (Schweden), Niederlage gegen Csilla Bátorfi/Gabriella Wirth (HUN)
- Elke Schall/Nicole Struse: Sieg gegen Nuria Badia/Ana Maria Godes Hospital (Spanien), Niederlage gegen Marie Hrachová/Renata Kasalová (ČSSR)
- Susanne Wenzel/Peggy Regenwetter (Luxemburg-Deutschland/Luxemburg)[1]: Sieg gegen Pascale Rommerskirchen/Heidrun Woltjen (Schweiz), Niederlage gegen Renata Zatkova/Miluse Kocova (ČSSR)

### Damendoppel DDR
- Janine Dietrich/Michele Paler (Luxemburg): kampfloser Sieg in Runde 1, in Runde 2 nicht angetreten
- Anke Heinig/Conny Reichert: Niederlage gegen Patricia de Groot/Gerdie Keen (Niederlande)

### Mixed Bundesrepublik Deutschland
- Steffen Fetzner/Olga Nemes: Freilos, Sieg gegen Philippe Saive/Karine Bogaerts (Belgien), Piotr Molenda/Alina Mikijaniedc (Polen), Thomas von Scheele/Marie Svensson (Schweden), Ilija Lupulesku/Jasna Fazlić (Jugoslawien), Niederlage im Halbfinale gegen Jean-Michel Saive/Gabriella Wirth (Belgien/Ungarn)
- Peter Franz/Katja Nolten: Sieg gegen Frederic Sonnet/Els Billen (Belgien), Petr Javurek/Marie Hrachová (ČSSR), Sandor Varga/Agnes Hegedus (Ungarn), Zoran Kalinić/Gordana Perkučin (Jugoslawien),  Niederlage im Viertelfinale gegen Ding Yi/Daniela Gergeltschewa (Österreich/Bulgarien)
- Torben Wosik/Elke Schall: Freilos, Sieg gegen Ioannis Vlotinos/Maria Kalogianni (Griechenland), Niederlage gegen Tomas Janci/Renata Kasalová (ČSSR)
- Jürgen Rebel/Nicole Struse: Niederlage gegen Zsolt Harczi/Edit Urbán (Ungarn)
- Daniel Wintersdorff/Susanne Wenzel (Luxemburg/Deutschland)[1]: Freilos, Niederlage gegen Piotr Molenda/Alina Mikijaniedc (Polen)

### Mixed DDR
- Matthias Haustein/Janine Dietrich: Freilos, Niederlage gegen Goran Wrana/Helene Gustafsson (Schweden)
- Bernd Buschmann/Anke Heinig: Niederlage gegen Patrick Chila/Rozenn Yquel (Frankreich)
- Uwe Lindenlaub/Conny Reichert: Niederlage gegen Thierry Cabrera/Elke Billen (Belgien)

## Wissenswertes
- Die Ungarin Csilla Bátorfi erhielt den Fair-Play-Preis, weil sie mehrere Male zu ihrem Ungunsten Kantenbälle zugegeben hatte, die die Schiedsrichter nicht bemerkt hatten.[2]
- Das deutsche Doppel Georg Böhm/Peter Franz korrigierten eine Schiedsrichterentscheidung im Kampf gegen Roberto Cesares/Jose Maria Pales Pon (Spanien): Beim Stande von 20:17 im Entscheidungssatz zählte der Schiedsrichter den nächsten Punkt als Siegpunkt, Böhm/Franz wiesen jedoch darauf hin, dass der Ball die Kante noch berührt hatte. In der Folge verloren sie dieses Doppel und schieden aus.[2]
- Die deutsche Susanne Wenzel spielte - wie schon bei der EM 1988 - für Luxemburg.[1]
- Als erfolgreichste Aktive in den Mannschaftswettbewerben wurden Jean-Philippe Gatien und Csilla Bátorfi mit der JOOLA Trophy ausgezeichnet und erhielten dafür 5.000 DM.[3]
- Aus Deutschland waren die Schiedsrichter Egon Geese (Oldenburg) und Theo Sattler (Essen) vertreten. Insgesamt waren 190 Schiedsrichter im Einsatz.[4]

## ETTU-Kongress
Parallel zu den Wettkämpfen trat der ETTU-Kongress zusammen. Diesmal wurde die ETTU-Verfassung dahingehend geändert, dass auch Länder, die keine gemeinsame Grenze mit Europa haben, in die ETTU aufgenommen werden können. Als Folge wurde Israel neues ETTU-Mitglied. Für die Europaliga wurde ein neuer Spielmodus beschlossen. Um die Spieldauer zu verkürzen, soll testweise bei den nächsten Jugend-Europameisterschaften im Juli 1990 die Sätze bei 5:5 beginnen, bei den internationalen Meisterschaften von Jugoslawien im November 1990 werden die Sätze bei 10:10 starten, wobei nach jedem Punkt das Aufschlagsrecht wechselt.

## Ergebnisse
| Wettbewerb        | Rang  | Sieger                                                                                   |
| ----------------- | ----- | ---------------------------------------------------------------------------------------- |
| Mannschaft Herren | 1.    | Schweden (Jan-Ove Waldner, Jörgen Persson, Mikael Appelgren, Erik Lindh, Peter Karlsson) |
| Mannschaft Herren | 2.    | Deutschland (Jörg Roßkopf, Steffen Fetzner, Georg Böhm, Torben Wosik, Peter Franz)       |
| Mannschaft Herren | 3.    | England (Desmond Douglas, Carl Prean, Alan Cooke)                                        |
| Mannschaft Herren | 4.    | Jugoslawien (Zoran Primorac, Zoran Kalinić, Ilija Lupulesku, Slobodan Grujić)            |
| Mannschaft Herren | 9.    | Österreich (Ding Yi, Dietmar Palmi, Qianli Qian, Werner Schlager, Peter Eckel)           |
| Mannschaft Herren | 22.   | Schweiz (Stefan Renold, Thierry Miller, Tu Thien Si, Martin Singer)                      |
| Mannschaft Herren | 26.   | DDR (Andreas Mühlfeld, Uwe Lindenlaub, Matthias Haustein, Bernd Buschmann)               |
| Mannschaft Damen  | 1.    | Ungarn (Csilla Bátorfi, Gabriella Wirth, Edit Urbán)                                     |
| Mannschaft Damen  | 2.    | ČSSR (Marie Hrachová, Renata Kasalová, Alena Šafářová)                                   |
| Mannschaft Damen  | 3.    | Jugoslawien (Jasna Fazlić, Gordana Perkučin)                                             |
| Mannschaft Damen  | 4.    | Niederlande (Mirjam Hooman, Bettine Vriesekoop)                                          |
| Mannschaft Damen  | 8.    | Deutschland (Olga Nemes, Nicole Struse, Katja Nolten)                                    |
| Mannschaft Damen  | 16.   | Österreich (Elisabeth Maier, Petra Fichtinger, Vera Kottek)                              |
| Mannschaft Damen  | 22.   | Schweiz (Pascale Rommerskirchen, Heidrun Woltjen)                                        |
| Mannschaft Damen  | 23.   | DDR (Anke Heinig, Conny Reichert, Janine Dietrich)                                       |
| Herren Einzel     | 1.    | Mikael Appelgren (SWE)                                                                   |
| Herren Einzel     | 2.    | Andrzej Grubba (POL)                                                                     |
| Herren Einzel     | 3.–4. | Jean-Philippe Gatien (FRA)                                                               |
| Herren Einzel     | 3.–4. | Jörg Roßkopf (GER)                                                                       |
| Damen Einzel      | 1.    | Daniela Gergeltschewa (BUL)                                                              |
| Damen Einzel      | 2.    | Tu Dai Yong (SUI)                                                                        |
| Damen Einzel      | 3.–4. | Gabriella Wirth (HUN)                                                                    |
| Damen Einzel      | 3.–4. | Otilia Bădescu (ROM)                                                                     |
| Herren Doppel     | 1.    | Ilija Lupulesku/Zoran Primorac (YUG)                                                     |
| Herren Doppel     | 2.    | Jörg Roßkopf/Steffen Fetzner (GER)                                                       |
| Herren Doppel     | 3.–4. | Peter Karlsson/Thomas von Scheele (SWE)                                                  |
| Herren Doppel     | 3.–4. | Andrei Masunow/Dmitri Masunow (UdSSR)                                                    |
| Damen Doppel      | 1.    | Csilla Bátorfi/Gabriella Wirth (HUN)                                                     |
| Damen Doppel      | 2.    | Irina Palina/Jelena Timina (UdSSR)                                                       |
| Damen Doppel      | 3.–4. | Galina Melnik/Valentina Popová (UdSSR)                                                   |
| Damen Doppel      | 3.–4. | Emmanuelle Coubat/Wang Xiaoming (FRA)                                                    |
| Mixed             | 1.    | Jean-Philippe Gatien/Wang Xiaoming (FRA)                                                 |
| Mixed             | 2.    | Jean-Michel Saive/Gabriella Wirth (BEL/HUN)                                              |
| Mixed             | 3.–4. | Steffen Fetzner/Olga Nemes (GER)                                                         |
| Mixed             | 3.–4. | Ding Yi/Daniela Gergeltschewa (AUT/BUL)                                                  |